# Titof
Titof (abreviatura del primer nom Christophe), nascut el 5 d'octubre de 1973 a Lunéville, és un actor i director francès de pel·lícules pornogràfiques que ha participat en més de 80 pel·lícules des del seu debut a la X el 1999. És un dels pocs homes bisexuals en el porno francès.

## Biografia
Va ser gràcies al seu amic Sebastian Barrio, també actor pornogràfic, que va ser convidat a un plató quuan va tenir un fracàs durant el rodatge d'una escena, i se li va oferir a Titof per substituir-lo.
La seva bisexualitat l'ha portat a actuar tant en produccions heterosexuals com en homosexuals. De fet, a més de pel·lícules X destinades a un públic heterosexual, Titof també ha produït i dirigit dues pel·lícules pornogràfiques gai titulades Titouch i Titouch 2, en què fa tant de parella activa com passiva. També va actuar en altres quatre pel·lícules gai per a Hervé Bodilis, incloses Christophe, Titof, pompier en service, Permission à Paris i Titof and the College Boys. Durant un breu temps, l'any 2001, va presentar la revista Gayprime al canal XXL.
En produccions heterosexuals, Titof, el “Mr unique ball”) fa sovint un paper romàntic. A la versió completa de la pel·lícula Élixir, de John B. Root, interpreta una escena en la qual, disfressat de dona, és penetrat amb un dildo per l'actriu Loulou, ella mateixa disfressada d'home.
Titof va fer un petit paper a la pel·lícula pel·lícula de Virginie Despentes estrenada el 2000, Baise-moi, així com a Le Pornographe de Bertrand Bonello, on interpreta una escena amb Ovidie.
Va ser el company de les actrius porno Ksandra i l'asiàtica Shan.

## Premis
- Va rebre un premi a la cerimònia 2005 dels Premis europeu de Brussel·les (Bèlgica) com a "millor contribució a X gay»,[5] i el de millor actor en 2003,[3] així com el Hot d'Or a la millor revelació masculina 2000.[3]
- X Awards 2008 : millor actor secundari.